# Leucocarpus perfoliatus
Leucocarpus perfoliatus är en gyckelblomsväxtart som först beskrevs av Carl Sigismund Kunth, och fick sitt nu gällande namn av George Bentham. Leucocarpus perfoliatus ingår i släktet Leucocarpus och familjen gyckelblomsväxter. Inga underarter finns listade i Catalogue of Life.